# Antapistis leucospila
Antapistis leucospila är en fjärilsart som beskrevs av Walker 1865. Antapistis leucospila ingår i släktet Antapistis och familjen nattflyn. Inga underarter finns listade i Catalogue of Life.